# Annanluoto (ö i Södra Karelen)
Annanluoto är en ö i Finland. Den ligger i sjön Saimen och i kommunen Taipalsaari i den ekonomiska regionen  Villmanstrands ekonomiska region  och landskapet Södra Karelen, i den södra delen av landet, 210 km nordost om huvudstaden Helsingfors. Öns area är 1,1 hektar och dess största längd är 210 meter i nord-sydlig riktning.